# Referendo de Quebec de 1995
O referendo de Quebec de 1995 foi o segundo referendo a perguntar aos eleitores da província canadense predominantemente francófona de Quebec se Quebec deveria proclamar soberania e se tornar um país independente, com a condição precedente de oferecer um acordo político e econômico ao Canadá.
O culminar de vários anos de debate e planejamento após o fracasso dos acordos constitucionais de Meech Lake e Charlottetown, o referendo foi lançado pelo governo provincial do Partido Québécois de Jacques Parizeau. Apesar das previsões iniciais de uma pesada derrota soberanista, seguiu-se uma campanha agitada e complexa, com o lado do "Sim" a florescer depois de ter sido assumido pelo líder do Bloco Québécois, Lucien Bouchard.
A votação ocorreu em 30 de outubro de 1995 e contou com a maior participação eleitoral da história do Quebec (93,52%). A opção "Não" teve uma margem de 54 288 votos, recebendo 50,58% dos votos expressos. Parizeau, que anunciou sua renúncia pendente como primeiro-ministro de Quebec no dia seguinte, mais tarde afirmou que ele teria rapidamente procedido com uma declaração unilateral de independência se o resultado tivesse sido afirmativo e as negociações fracassassem ou fossem recusadas, a última das quais foi mais tarde revelada como a posição federal no caso de uma vitória do "Sim".
Controvérsias sobre a contagem de votos provinciais e o envolvimento financeiro federal direto nos últimos dias da campanha repercutiram na política canadense por mais de uma década após a realização do referendo. Após o resultado apertado, o governo federal, depois de reconhecer unilateralmente Quebec como uma sociedade distinta e alterar o procedimento de veto constitucional federal, encaminhou a questão à Suprema Corte do Canadá, que declarou que a secessão unilateral prevista no referendo era ilegal.